# Rupert Jee
Rupert Jee (født 16. juli 1956) er en amerikansk iværksætter og tv-stjerne som er blevet berømt gennem sin hyppige medvirken på The Late Show med David Letterman. Første gang han var med på showet var d. 20. september 1993. Hans butik Hello Deli ligger tæt på Ed Sullivan Theater hvor The Late Show bliver optaget.
Rupert Jee har en bachelorgrad i økonomi fra City University i New York.